# Haradskölen
Haradskölen är en markerad bergrygg i Edefors distrikt (Edefors socken) i Bodens kommun, Norrbottens län (Norrbotten). Den börjar vid Svartlå och sträcker sig ca 20 km norrut. Högsta punkten når 391 m ö.h. Längs med Haradskölen rinner Flarkån, en biflod till Luleälven.